# Курт Шробах
Курт Шробах (нім. Kurt Schrobach; 11 вересня 1914, Кіль — ?) — німецький офіцер-підводник, оберлейтенант-цур-зее крігсмаріне.

## Біографія
1 липня 1935 року вступив на флот рекрутом. З 3 квітня по 1 травня 1939 року пройшов курс підводника для радистів. З 2 травня 1939 року — радист на плавучій базі підводних човнів «Донау». З 19 травня 1939 року — вахтовий на торпедному катері «Альбатрос». З 11 березня 1940 року — радист на підводному човні U-5, на якому взяв участь в одному поході в Північне море (4—19 квітня 1940). 11 серпня 1940 року направлений на будівництво U-96. З 14 вересня 1940 року — радист на U-96, на якому взяв участь у чотирьох походах в Північну Атлантику, під час яких були потоплені 18 кораблів загальною водотоннажністю 141 796 тонн і пошкоджені 2 кораблі (15 864 тонни). З 24 травня 1941 року — головний капрал на плавучій базі підводних човнів «Вільгельм Бауер».
З 1 вересня по 1 жовтня 1941 року пройшов підготовку в 1-й роті Військово-морського училища Фленсбурга-Мюрвіка, з 2 жовтня 1941 по 31 січня 1942 року — курс фенріха, з 1 лютого по 27 вересня 1942 року — практику вахтового офіцера на U-251, на якому взяв участь у чотирьох походах, під час яких були потоплені 2 кораблі (11 408 тонн). З 28 вересня 1942 по 23 березня 1943 року пройшов курс офіцера-підводника, з 24 березня по липень 1943 року — практику вахтового офіцера на U-596, під час якої взяв участь в одному поході (17-26 червня 1943). З липня 1943 року — 2-й вахтовий офіцер на U-596, на якому взяв участь у ще п'яти походах, під час яких були потоплені 8 кораблів (14 085 тонн).
З 17 червня по 31 серпня 1944 року пройшов курс командира човна, після чого направлений у 12-ту гарматну роту 22-ї флотилії. 15 листопада 1944 року направлений на будівництво U-2360. З 23 січня 1945 року — командир U-2360. 5 травня 1945 року наказав затопити човен у межах операції «Регенбоген». 8 травня 1945 року взятий у полон британськими військами. 5 серпня 1945 року звільнений.

## Звання
- Боцманмат (1 червня 1941)
- Обербоцманмат (1 вересня 1941)
- Фенріх-цур-зее (1 грудня 1941)
- Оберфенріх-цур-зее (1 жовтня 1942)
- Лейтенант-цур-зее (1 липня 1943)
- Оберлейтенант-цур-зее (1 січня 1945)

## Нагороди
- Медаль «За вислугу років у Вермахті» 4-го класу (4 роки)
- Іспанський хрест в бронзі з мечами (6 червня 1939)
- Залізний хрест
  - 2-го класу (31 грудня 1940)
  - 1-го класу (2 березня 1941)
- Нагрудний знак підводника (2 січня 1941)
- Німецький хрест в золоті (31 травня 1944)
- Фронтова планка підводника в бронзі (16 жовтня 1944)